# Cristo in pietà sostenuto dalla Madonna, Nicodemo e san Giovanni Evangelista con le Marie
Cristo in pietà sostenuto dalla Madonna, Nicodemo e san Giovanni Evangelista con le Marie è un dipinto olio su tavola di Cima da Conegliano e conservato presso le Gallerie dell'Accademia a Venezia.